# Ron Huldai

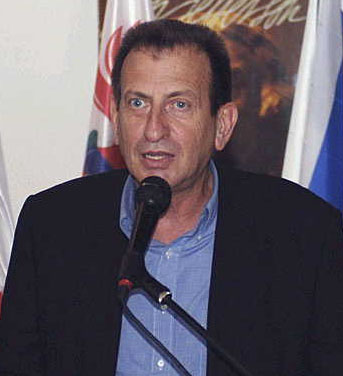
Ron Huldai

Ron Huldai (hebräisch רוֹן חוּלְדָּאִי Rōn Chūlda'ī; * 26. August 1944 im Kibbuz Chulda, Mandatsgebiet Palästina) ist ein israelischer Politiker der sozialdemokratischen ʿAvodah, früherer Kampfpilot und Schuldirektor. Er amtiert seit 1998 als Bürgermeister der Stadt Tel Aviv-Jaffa.

## Leben
Ron Huldai wuchs als Sohn des Lehrers Ozer Huldai im Kibbuz Chulda auf. 1963 trat er in die israelischen Luftstreitkräfte ein. Während seiner 26-jährigen Dienstzeit als Kampfpilot nahm er unter anderem am Sechstagekrieg und dem Jom-Kippur-Krieg teil. Als er sich 1989 aus dem aktiven Dienst zurückzog, bekleidete er den Rang eines Brigadegenerals (Tat-Aluf).
Huldai erfüllte sich nun einen lange gehegten Wunsch und wurde, wie seine Eltern, im Bildungswesen tätig. Er wurde Schuldirektor des Hebräischen Herzlia-Gymnasiums in Tel Aviv. 
1998 wurde er zum Bürgermeister von Tel Aviv-Jaffa gewählt. In den Jahren 2003, 2008, 2013 und 2018 erfolgte jeweils seine Wiederwahl. In seiner Amtszeit entwickelte sich die Stadt zu einem Zentrum für über 600 Start-up-Unternehmen.
Huldai ist verheiratet und hat drei Kinder.

## Ehrungen
2009 verlieh ihm die Universität Tel Aviv die Ehrendoktorwürde.